# Jorge Miota
Jorge Miota González (Abancay, 1871-Buenos Aires, 1926) fue un periodista y escritor peruano. Narrador modernista, escribió cuentos y crónicas para publicaciones periódicas; no llegó a publicar libros. Es más recordado como el introductor del término huachafo (equivalente a cursi) en el habla peruana.

## Biografía
Nacido en Abancay, a temprana edad se estableció con su familia en Lima, donde debió soportar las vicisitudes de la guerra del Pacífico; su padre murió combatiendo en la batalla de Miraflores (1881). Gracias a los esfuerzos de su madre, pudo educarse en el Colegio Guadalupe; y tras pasar por varios empleos precarios, consiguió el puesto de secretario de la prefectura del departamento de Apurímac. Pero enfermó de malaria, y debió regresar a Lima para recuperar su salud.
Finalizando el siglo XIX, viajó a Buenos Aires, para pasar luego a Montevideo y Asunción, antes de regresar a Lima. En la capital peruana colaboró intensamente en el diario El Comercio y en la revista Actualidades, y algo menos en las revistas Prisma, Siluetas, Cinema, Contemporáneos y Monos y Monadas. Luego viajó a Europa, y vivió en París entre 1911 y 1912. Logró que Francisco García Calderón Rey (entonces segundo secretario de la legación peruana en París), le diera carta de recomendación para el poeta Rubén Darío, aunque no se sabe si este le favoreció de algún modo.
Cuando retornó al Perú, se hallaba ya presa de una enfermedad mental. Sufría de ataques de ira y de delirio persecutorio; llegó incluso a acusar a su madre y a dos médicos de secuestro. El diagnóstico que le dieron era de «insano peligroso». El asunto se comenzó a ventilar públicamente cuando el escritor Clemente Palma publicó un artículo en donde trataba del «caso del escritor señor Miota» (1913).
Miota estuvo un tiempo internado en el Manicomio de Lima, para luego ser alojado en una Casa de Salud. Finalmente, convenció a su madre para emprender viaje a Buenos Aires (1916). Allí se perdió su rastro; diez años después, llegó al Perú una vaga noticia de su fallecimiento, posiblemente acaecido en un sanatorio mental (1926).

## Valoración
Miota es un representante del modernismo literario en el Perú, aunque no publicó libros. Su obra literaria, conformada por cuentos, artículos y crónicas, lo dejó dispersa en publicaciones periódicas. Alberto Tauro del Pino lo describe como «escritor original y penetrante», destacando el hecho de que «supo describir tipos y costumbres, exponer críticas tan agudas como elegantes, y proyectar hacia las cosas una visión emocionada». Luis Alberto Sánchez lo define como «un excelente cuentista, dueño de una prosa melódica», y considera que sus personajes «revelan intensos conflictos sicológicos».

## Introductor del términohuachafo
La fama de Miota se debe al hecho circunstancial de haber introducido en el habla peruana la palabra huachafo, que equivale al cursi español y al siútico chileno. Ese uso apareció por primera vez en 1908, en la revista Actualidades. Es una adaptación del colombianismo guachafita, que tiene otro significado (el de desorden o barullo). La anécdota sobre su origen mencionaba a una familia de exiliados colombianos en Lima, que aparentando ser de clase alta, celebraban continuas fiestas o algazaras, que ocasionaban alborotos, que los colombianos llamaban guachafitas, y esta palabra vino a aplicarse como apelativo a las damas de esa familia, que presumían de una clase que en realidad no tenían, y así por extensión, el término vino también a tener ese significado. Un peruanismo que a diferencia de otros, se ha mantenido su uso en el Perú pese al tiempo transcurrido.